# Fabián Garita
Fabián Alonso Garita García (Heredia, 14 de octubre de 1993) es un futbolista costarricense que juega como mediocampista y actualmente milita en el Municipal Pérez Zeledón de la Primera División de Costa Rica.

## Clubes
| Club                | País       | Año         |
| ------------------- | ---------- | ----------- |
| Herediano           | Costa Rica | 2011 - 2013 |
| Jacó Rays           | Costa Rica | 2013        |
| Pérez Zeledón       | Costa Rica | 2014        |
| Jacó Rays           | Costa Rica | 2014        |
| Uruguay de Coronado | Costa Rica | 2014 - 2015 |

Belén FC 
2015- 2016
Perez Zeldeon 
2016 - 2018